# Dowsby
Dowsby är en ort och civil parish i Storbritannien.   Den ligger i grevskapet Lincolnshire och riksdelen England, i den sydöstra delen av landet, 150 km norr om huvudstaden London. Dowsby ligger 13 meter över havet och antalet invånare är 215.
Terrängen runt Dowsby är platt, och sluttar brant österut. Runt Dowsby är det ganska tätbefolkat, med 96 invånare per kvadratkilometer. Närmaste större samhälle är Spalding, 14,9 km sydost om Dowsby. Trakten runt Dowsby består till största delen av jordbruksmark.